# Сфера (фільм, 1998)
«Сфера» (англ. Sphere) — американський науково-фантастичний психологічний трилер 1998 року, режисер і продюсер — Баррі Левінсон. У ролях: Дастін Гоффман, Шерон Стоун і Семюел Л. Джексон. Фільм заснований на однойменному романі 1987 року письменника Майкла Крайтона. Прем'єра відбулася 13 лютого 1998 року у США.

## Сюжет
Під час прокладення глибоководного кабелю дном Тихого океану виявлено затонулий космічний корабель. Майже кілометр завдовжки, він впав близько 300 років тому, а звіди надходить неясний сигнал. Для дослідження корабля споряджається команда експертів, включаючи морського біолога Бет Гальперін, математика Гаррі Адамса, астрофізика Теда Філдінга, психолога Нормана Гудмана та капітана ВМС США Гарольда Бернса. Команду доставляють до підводної дослідної станції, розташованої поблизу космічного корабля. Станція обладнана мініатюрними субмаринами, але в разі небезпеки її не можна швидко покинути через загрозу декомпресії.
По прибуттю на станцію Гаррі міркує, що тривалий космічний переліт могла здійснити безсмертна істота, котра не сприйме вбивство людини як зло. Оглядаючи корабель, команда з подивом дізнається, що він, за всіма ознаками, збудований людьми. Потім дослідники знаходять труп американського астронавта і електронні записи, датовані 2043 роком. Норман і Бет знаходять корабельні журнали, останній запис яких містить «невідому подію». Голографічний запис події показує, що корабель зіткнувся з чорною дірою, внаслідок чого впав у океані в 1700-х роках. Невдовзі Норман та інші натрапляють на велику сферу, зроблену з рідини, що ширяє у вантажному відсіку. Тед побоюється, що це щось на кшталт троянського коня. Норман зауважує, що на поверхні сфери відображається все, крім людей.
На поверхні океану починається шторм, екіпаж станції вирішує лишитися під водою й перечекати його. Вночі Гаррі повертається до космічного корабля та бачить у сфері своє відображення. Він сприймає це як запрошення ввійти всередину. Норман слідує за Гаррі, знаходить його непритомним і повертає його на станцію.
Наступного дня Тед каже Норману, що не довіряє Гаррі, який щось замовчує. Екіпаж виявляє серію повідомлень у цифровому кодуванні, які з'являються на екранах комп'ютерів. Екіпаж робить висновок, що з ними розмовляє «Джеррі», інопланетний розум зі сфери. Вони виявляють, що Джеррі знає про всі події на станції.
Під час шторму сталася серія трагедій: напад агресивних медуз і гігантського кальмара, а також збої роботи обладнання на базі, через які гине Тед і допоміжний персонал команди. Бет, Гаррі та Норман вважають, що це влаштував Джеррі. Норман розуміє, що повідомлення від Джеррі насправді походять від Гаррі, коли той спить. Норман і Бет зрештою здогадуються, що коли Гаррі ввійшов у сферу, він отримав здатність втілювати в реальність свої думки, зокрема страхи.
Норман і Бет присипляють Гаррі снодійним, щоб він не мав сновидінь і нікому не нашкодив. Однак, коли на Нормана нападає змія, Бет розуміє, що Норман теж входив у сферу, коли забирав Гаррі. Та переживши здійснення власного страху, вона зізнається Норману, що також побувала у сфері.
Коли Гаррі приєднується, він, Норман і Бет розуміють, що екіпаж корабля якимось чином знайшов сферу, ввійшов у неї та загинув через здійснення своїх страхів. Норман вважає, що всі вони загинуть, інакше в майбутньому знали б про зустріч зі сферою. Бет задумується про самогубство, через це детонує вибухівка, загрожуючи потопити станцію та корабель. Екіпаж вирушає до субмарини, але через власні страхи знову опиняється на космічному кораблі. Як психолог, Норман здогадується, що це ілюзія, переконує в цьому інших і відстиковує субмарину від станції. Корабель і станція руйнуються; сфера лишається цілою.
Бет, Гаррі та Норман спливають на поверхню та проходять реабілітацію. Бет зауважує, що вони вижили, отже досі мають силу втілювати свої думки. Гаррі пропонує скористатися нею, щоб забути про зустріч зі сферою. Таким чином підводні події лишаються невідомими. Сфера піднімається з океану і відлітає в космос.

## У ролях
- Дастін Гоффман — психолог Норман Гудман (у романі — Джонсон)
- Шерон Стоун — біолог Елізабет «Бет» Гальперін (у романі — Голперн)
- Семюел Л. Джексон — математик Гаррі Адамс
- Лев Шрайбер — астрофізик Теодор Філдінг
- Пітер Койот — капітан Гарольд Барнс
- Квін Латіфа — Еліс «Тіні» Флетчер
- Х'юі Льюїс — пілот вертольота

## Критика
Сфера отримав в основному негативні відгуки критиків. Rotten Tomatoes дав фільму 12 % підтримки на основі 50 відгуків.
Жанет Маслін у рецензії для The New York Times зробила висновок, що фільм є доволі точною адаптацією книги, з солідним сценарієм і спецефектами, проте «Сфера» надто зайнята своєю науковою таємницею.
Мік ЛаСаль на SFGate зазначав, що глядачі знайомляться з героями в неквапливій, але напруженій атмосфері. Звичайні події здаються моторошними, а найстрашніші моменти подані дуже прості ситуації. В той же час закінчення, хоча й емоційно задовольняє, руйнується під час ретельного розгляду, адже в ньому «немає виграшу».
Тодд Маккарті у Variety назвав фільм «порожньою оболонкою». Майже всі небезпеки здаються штучними та створеними просто для того, щоб викликати невеликий ажіотаж. Подолання страхів персонажами та, як наслідок, розуміння природи Іншого й Істини, відбувається осторонь кульмінації. «Сфера» запозичує ідеї з фільмів на кшталт «Космічної одіссеї 2001», «Контакту» та «Забороненої планети» і змішує відомі науково-фантастичні тропи, опускаючись до механічних і рутинних «саспенсів».
Фільм провалився в прокаті: він зібрав $37 млн у північноамериканській касі всередині країни, що значно нижче його $80 млн бюджету виробництва.